# Volta a crociera

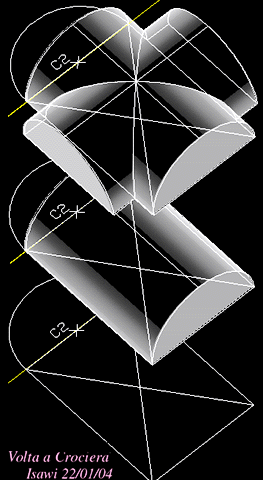
Schema che illustra come si ottiene una volta a crociera

La volta  a crociera  è un tipo di copertura architettonica formata dall'intersezione longitudinale di due volte a botte.

## Storia
La volta a crociera non ebbe un largo utilizzo nell'architettura romana. Fu presente nella Romagna bizantina, come dimostrano le antiche pievi dell'area tra Forlì e Ravenna, e venne da lì introdotta nell'arte romanica dall'XI al XII secolo, per poi avere un momento di grande sviluppo e applicazione durante il gotico. In particolare le sue forme vennero recepite nell'architettura inglese, che inventò nuove forme e nuovi elementi quali le gocce pendenti, ottenute tramite particolari incastri, in parte nascosti, della chiave di volta.
Solitamente gli archi trasversali delle volte romane erano ribassati in modo tale da avere la stessa altezza degli altri archi, mentre in età romanica erano anch'essi a tutto sesto, costituendo quindi delle campate con copertura quasi cupolare. Nell'architettura gotica, con l'uso dell'arco a sesto acuto, si sono potute ottenere anche delle volte rettangolari, che permettono una maggiore flessibilità d'utilizzo.

## Descrizione

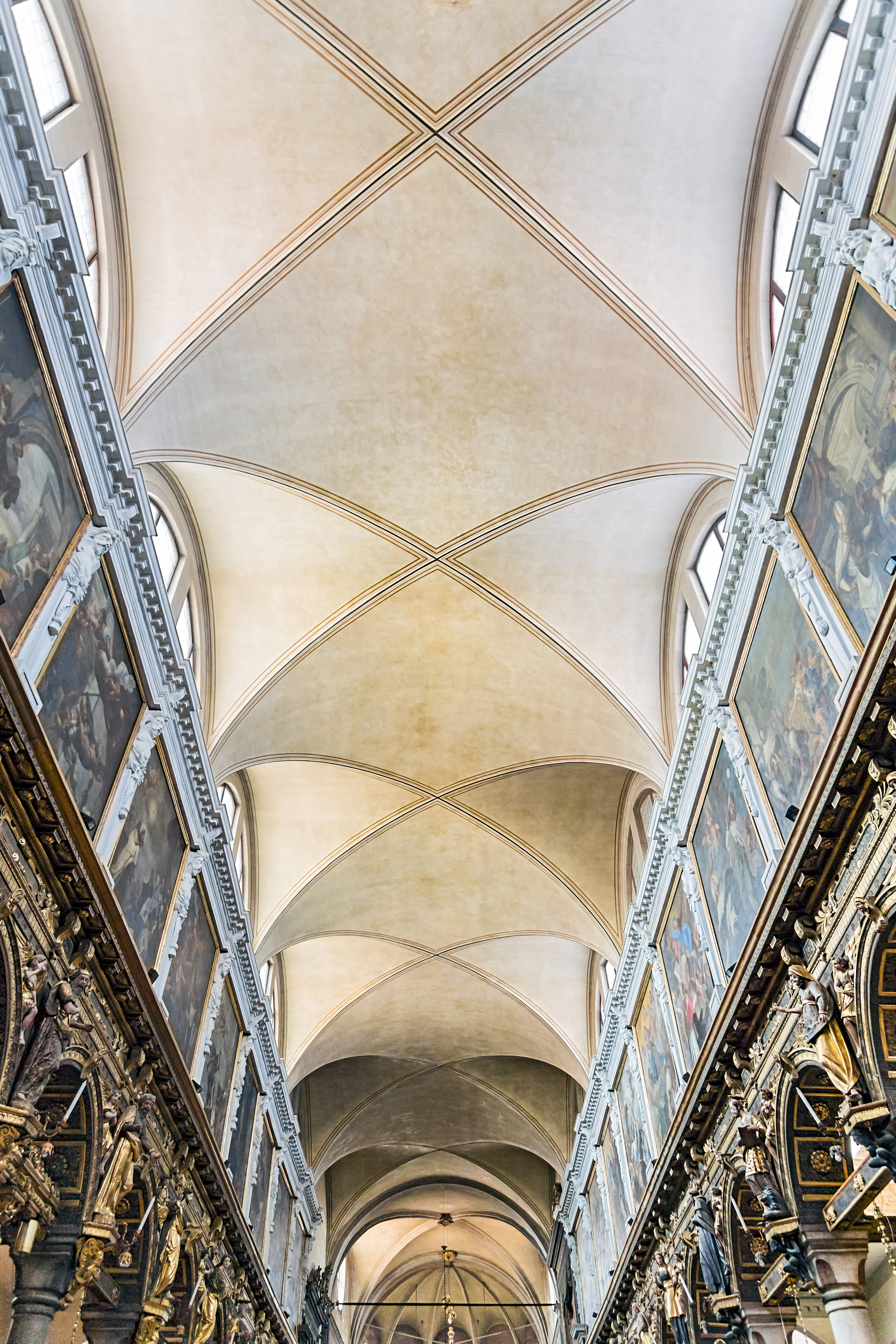
Volte a crociera rinascimentali nella chiesa di Santa Maria dei Carmini di Venezia.

La sua superficie è costituita quindi, nella forma più semplice, da un'ossatura di quattro archi perimetrali e due archi diagonali. Questi ultimi passano per il centro della volta e sono più grandi di quelli perimetrali. Il centro è chiuso da una pietra a forma di cuneo o tronco di piramide, detta chiave di volta: dopo aver messo la chiave di volta, la struttura si autosorregge, scaricando il proprio peso sui sostegni (colonne, pilastri o altro). Gli spazi tra gli archi diagonali e quelli perimetrali sono detti spicchi o vele e, talvolta, sono separati da nervature che evidenziano le superfici architettoniche, dette costoloni.
Se gli archi che compongono la volta sono a tutto sesto, la proiezione della volta avrà di solito forma quadrata; nel caso di volte fatte a partire da archi a sesto acuto, è frequente ottenere in proiezione basi rettangolari. Questo spazio è detto campata, delimitato dai quattro (o sei o più) piedritti sui quali si sostiene la volta. Il rapporto tra lunghezza e larghezza dei lati contigui di una volta a crociera deve essere contenuto e in genere non esce dall'intervallo tra 1:1 e 1:5. Questa necessità può essere spiegata in via semplificata considerando i due archi diagonali della volta: in caso di volte strette ma molto lunghe, le diagonali diventerebbero archi molto ribassati o, al contrario, sproporzionatamente alti rispetto agli archi di perimetro: in entrambi i casi, si avrebbe un forte indebolimento della struttura.
Se la chiave di volta è più alta rispetto a quelle perimetrali, si parla di volta cupoliforme: è il caso tipico di archi di perimetro e di diagonale che siano a tutto sesto.

Se gli archi trasversali sono a sesto acuto, in tal caso la volta viene detta volta a crociera gotica.

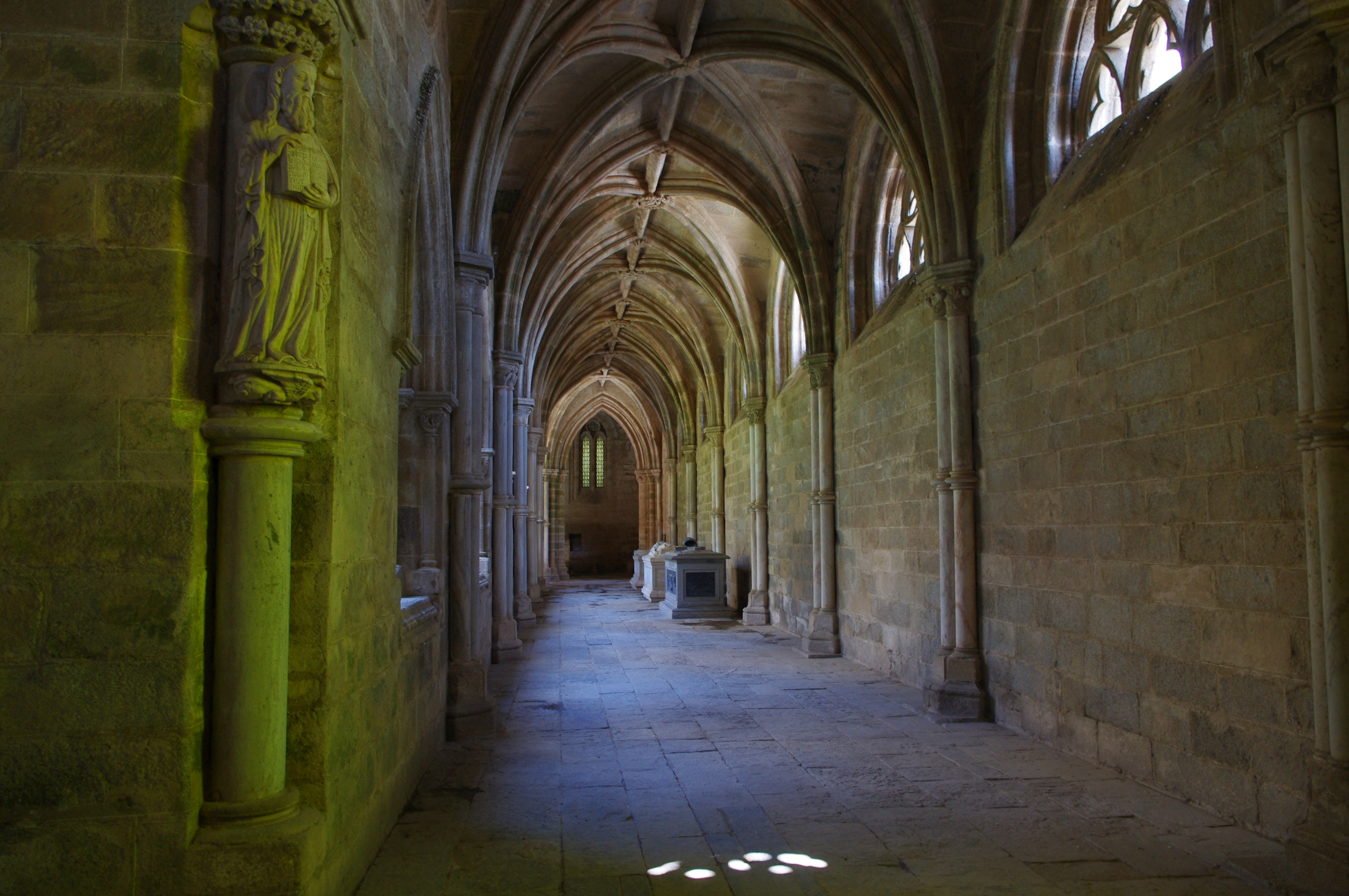
Volte a crociera gotica a sei vele, in Portogallo.

### Struttura
Dal punto di vista statico, la volta a crociera offre una notevole comodità e libertà strutturale per la sua resistenza a sostenere carichi. Si tratta comunque di una struttura spingente che necessita quindi di contrafforti o tiranti per restare in piedi.

## Volta esapartita
La volta esapartita è una tipologia di volta a crociera che prende lo spazio di due campate. La chiave di volta si trova al centro dell'intersezione tra le due campate e da essa partono tre coppie di nervature, due diagonali e una trasversale. Le volte esapartite si susseguono separate da nervature trasversali. Grazie a questa viene eliminato l'uso del sistema obbligato, durante il "Primo Gotico" in Francia.

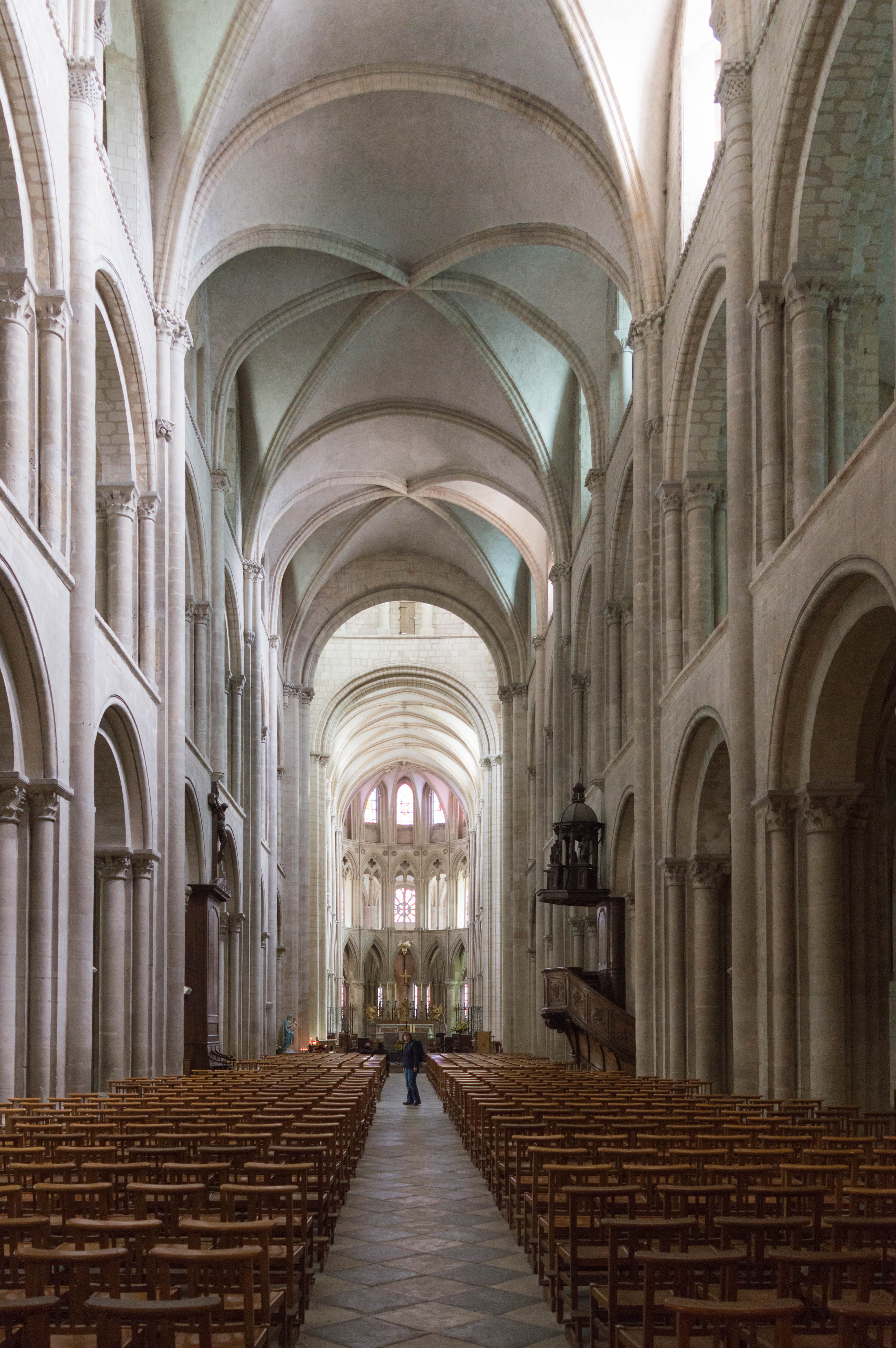
Navata centrale della chiesa dell'abbazia maschile Saint-Étienne a Caen, Normandia.

Un esempio di questa copertura architettonica si ritrova nella navata centrale dell'abbaziale di Saint-Étienne a Caen, in Normandia.

## Esempi di strutture con volte a crociera
- Basilica di Santa Maria degli Angeli e dei Martiri, a Roma (Terme di Diocleziano)
- Basilica di Sant'Ambrogio, a Milano
- Chiesa di Santa Maria Maggiore, a Lomello
- Basilica di San Michele Maggiore, a Pavia
- Cappelle della chiesa di San Francesco, a Montefalco
- Cripta della cattedrale di Santa Maria degli Angeli e San Matteo Apostolo, a Salerno
- Chiesa di San Giovanni, a Saluzzo
- Cattedrale di San Nicola Pellegrino, a Trani
- Cattedrale di Salisbury, in Inghilterra

## Differenze grafiche fra volte a crociera classiche e ogivali

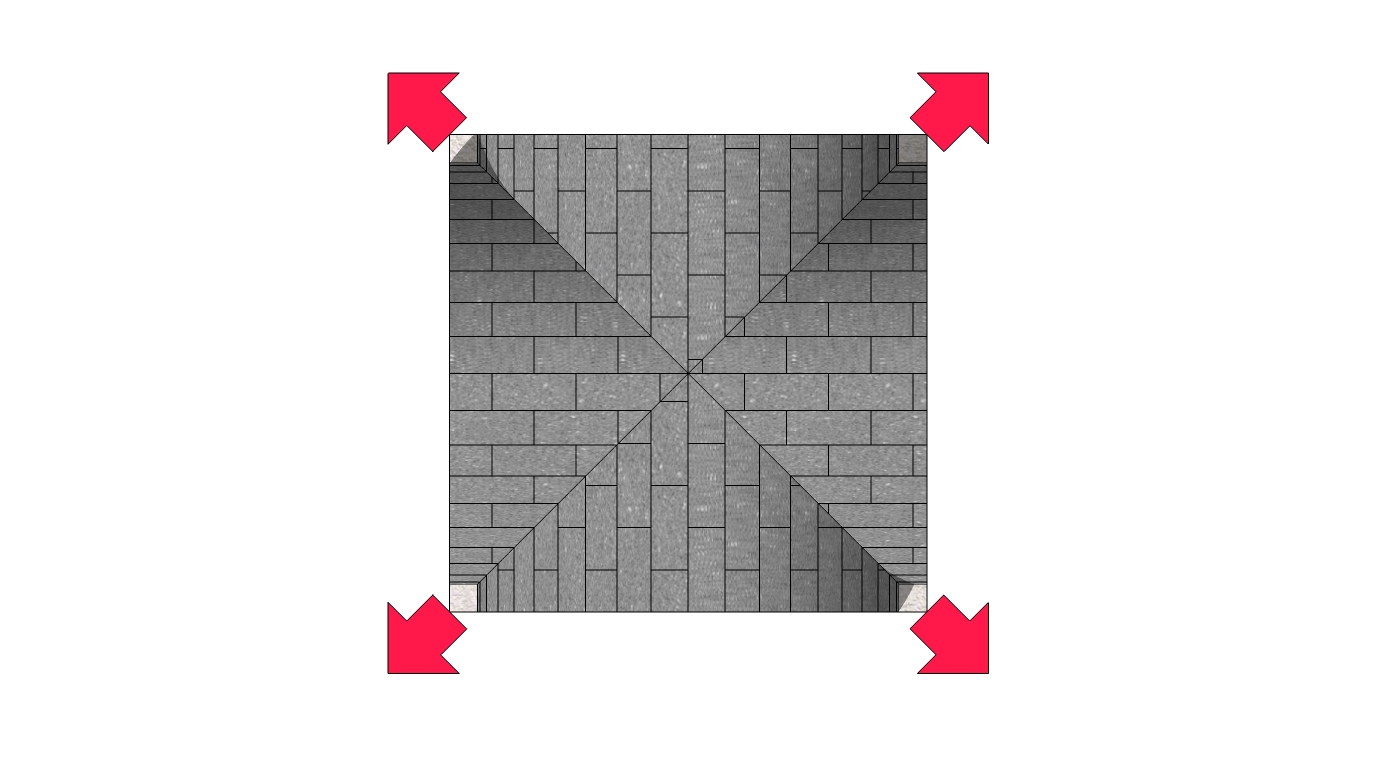
Una volta a crociera in pianta
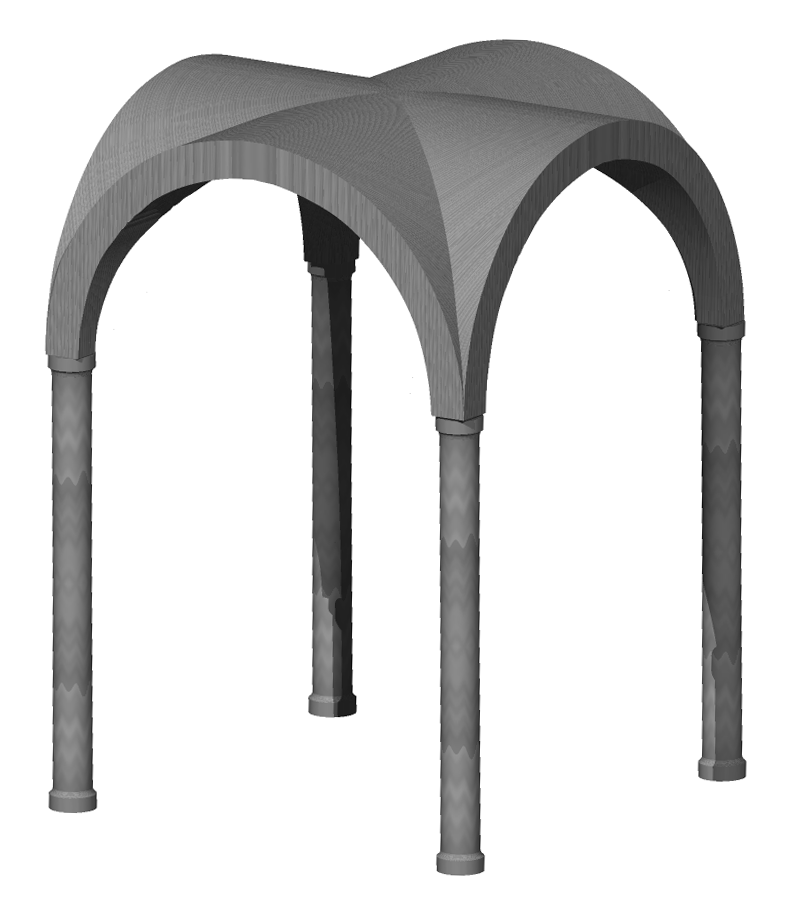
la stessa volta, vista tridimensionalmente, ottenuta con archi a tutto sesto, quindi classica
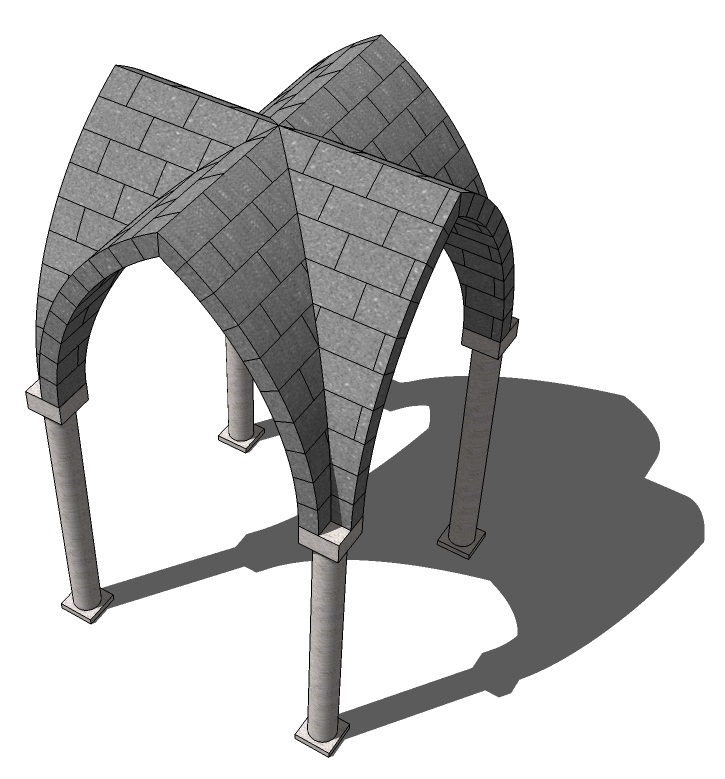
la stessa volta, vista tridimensionalmente, ottenuta con archi a sesto acuto, quindi ogivale
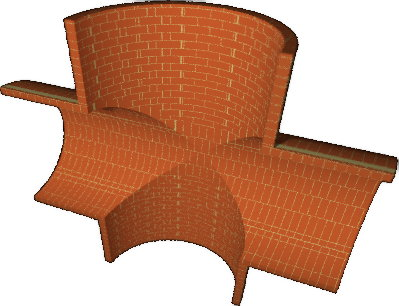
Una volta a crociera classica vista dal basso
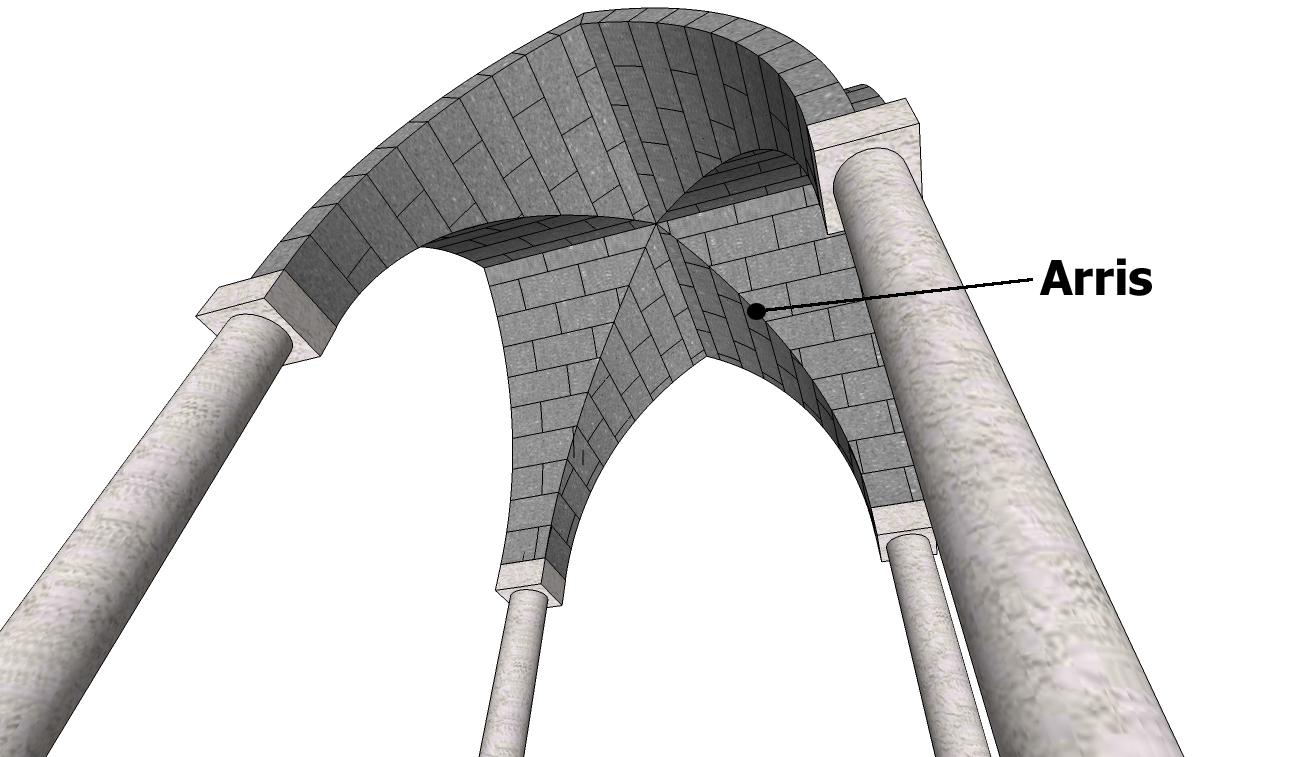
Una volta a crociera ogivale vista dal basso

## Sviluppo di una volta a crociera

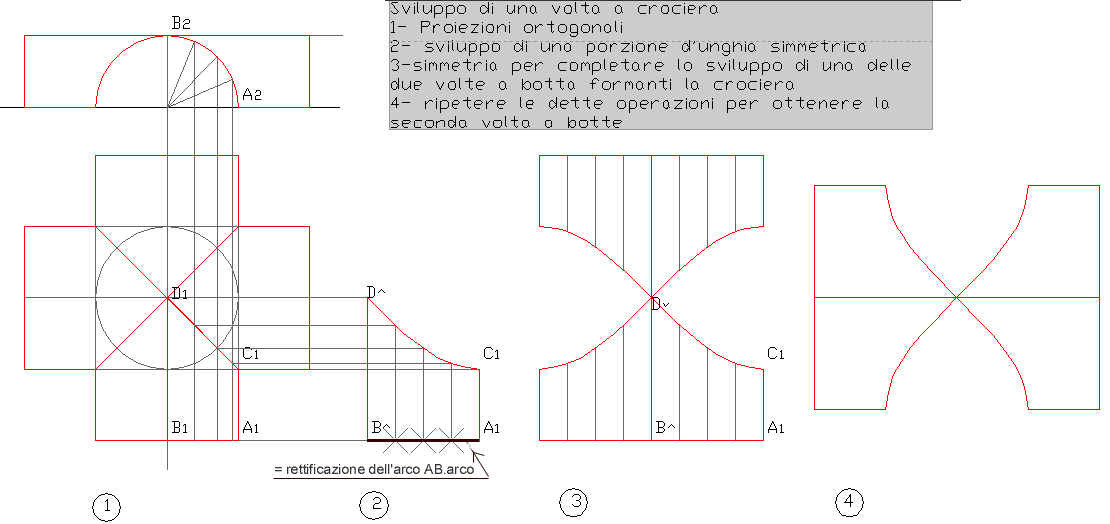
Sviluppo grafico di una volta a crociera

Quando la volta a crociera circolare è formata da semicilindri, sia circolari che ellittici, aventi assi perpendicolari tra loro, ammette in tutti i casi due piani di simmetria, per cui è sufficiente sviluppare una semiunghia di tale crociera.